# 朝鮮総督府警察

警察旗章 (1911年-1945年)

朝鮮総督府警察（ちょうせんそうとくふけいさつ）は、日本統治時代の朝鮮を統治する朝鮮総督府が設置した警察である。
韓国統監府に警察を設置したのが起源で、韓国併合で朝鮮総督府が設置されると同時に発足した。
発足当初は、憲兵警察制度を採用していた。
1945年（昭和20年）8月の終戦により、朝鮮総督府は解体され、朝鮮総督府警察は南北朝鮮の国家の警察に引き継がれた。

## 沿革
- 1905年（明治38年）11月　韓国統監府に警察を設置。
- 1910年（明治43年）7月　大韓帝国より警察権の全面委託を受け、中央に警務総監部、地方に警務部を置く。このときに憲兵警察制度を採用。
- 1910年（明治43年）8月　韓国併合。大韓帝国政府と統監府が朝鮮総督府に改組される。
- 1915年（大正4年）3月　中央の警務総監部直轄だった京城府の警察事務を京畿道警務部に移譲する。
- 1919年（大正8年）8月　警務総監部を廃止し、警務局を置く。地方の道に警察権を移譲し、道庁に警察部を置く。憲兵警察制度を廃止する。

## 警務局・道警察部の組織

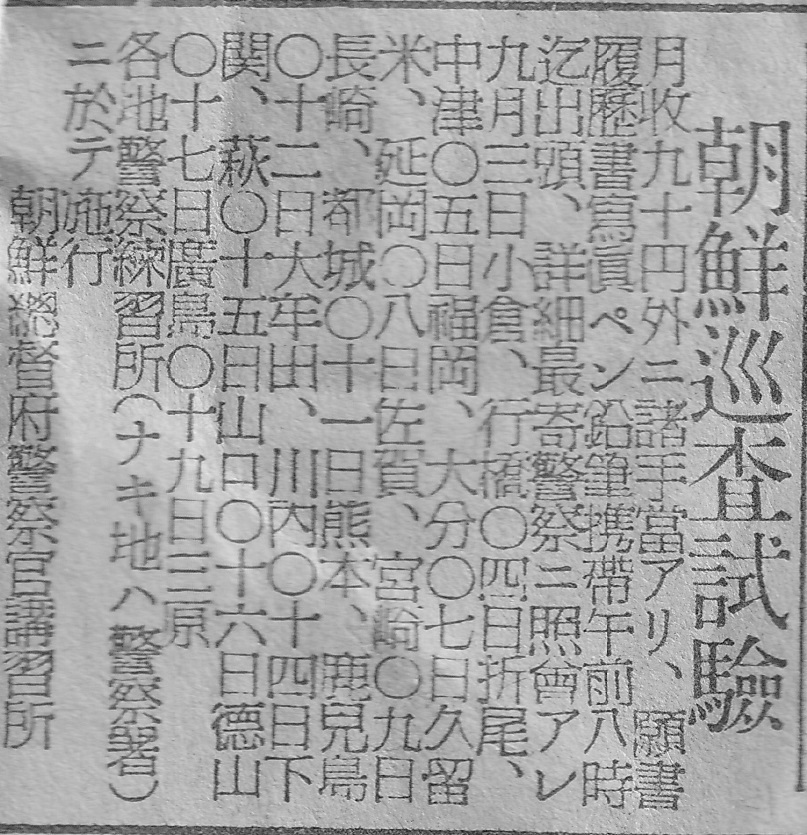
採用試験の案内

1925年（大正14年）時点
- 警務課
- 高等警察課
- 保安課
- 衛生課

## 警察署
1927年（昭和2年）時点
京畿道
京城昌徳宮警察署、京城本町警察署、京城鍾路警察署、京城東大門警察署、京城西大門警察署、仁川警察署、開城警察署、龍山警察署、永登浦警察署、金浦警察署、漣川警察署、抱川警察署、坡州警察署、長湍警察署、江華警察署、楊州警察署、楊平警察署、加平警察署、広州警察署、驪州警察署、利川警察署、龍仁警察署、安城警察署、平沢警察署
江原道
春川警察署、麟蹄警察署、楊口警察署、淮陽警察署、通川警察署、高城警察署、襄陽警察署、江陵警察署、三陟警察署、蔚珍警察署、旌善警察署、平昌警察署、寧越警察署、原州警察署、横城警察署、洪川警察署、華川警察署、金化警察署、鉄原警察署、平康警察署、伊川警察署、金城警察署
忠清北道
清州警察署、報恩警察署、沃川警察署、永同警察署、鎮川警察署、槐山警察署、陰城警察署、忠州警察署、堤川警察署、丹陽警察署
忠清南道
大田警察署、公州警察署、鳥致院警察署、江景警察署、扶余警察署、舒川警察署、保寧警察署、青陽警察署、洪城警察署、礼山警察署、瑞山警察署、唐津警察署、温陽警察署、天安警察署
全羅北道
全州警察署、郡山警察署、鎮安警察署、錦山警察署、茂朱警察署、長水警察署、任実警察署、南原警察署、淳昌警察署、井邑警察署、高敞警察署、茁浦警察署、金堤警察署、裡里警察署
全羅南道
光州警察署、木浦警察署、潭陽警察署、谷城警察署、求礼警察署、光陽警察署、麗水警察署、順天警察署、高興警察署、宝城警察署、和順警察署、長興警察署、康津警察署、海南警察署、霊岩警察署、羅州警察署、咸平警察署、霊光警察署、長城警察署、珍島警察署、済州警察署
慶尚北道
大邱警察署、軍威警察署、義城警察署、安東警察署、青松警察署、英陽警察署、盈徳警察署、浦項警察署、慶州警察署、永川警察署、慶山警察署、清道警察署、高霊警察署、星州警察署、倭館警察署、金泉警察署、善山警察署、尚州警察署、聞慶警察署、醴泉警察署、栄州警察署、奉化警察署、鬱陵島警察署
慶尚南道
釜山警察署、釜山水上警察署、馬山警察署、晋州警察署、宜寧警察署、咸安警察署、昌寧警察署、密陽警察署、梁山警察署、蔚山警察署、東萊警察署、金海警察署、鎮海警察署、統営警察署、巨済警察署、固城警察署、泗川警察署、南海警察署、河東警察署、山清警察署、咸陽警察署、居昌警察署、陜川警察署
平安南道
平壌警察署、鎮南浦警察署、大同警察署、順川警察署、孟山警察署、陽徳警察署、成川警察署、江東警察署、中和警察署、龍岡警察署、江西警察署、平原警察署、安州警察署、价川警察署、徳川警察署、寧遠警察署
平安北道
新義州警察署、義州警察署、亀城警察署、泰川警察署、北鎮警察署、熙川警察署、寧辺警察署、博川警察署、定州警察署、宣川警察署、鉄山警察署、龍岩浦警察署、朔州警察署、昌城警察署、碧潼警察署、楚山警察署、渭原警察署、江界警察署、前川警察署、満浦警察署、慈城警察署、厚昌警察署、東興警察署、中江警察署
黄海道
海州警察署、延白警察署、南川警察署、新渓警察署、甕津警察署、長淵警察署、松禾警察署、長連警察署、安岳警察署、兼仁浦警察署、信川警察署、載寧警察署、沙里院警察署、瑞興警察署、遂安警察署、谷山警察署
咸鏡南道
咸興警察署、元山警察署、定平警察署、永興警察署、高原警察署、文川警察署、安辺警察署、洪原警察署、北青警察署、利原警察署、端川警察署、新興警察署、豊山警察署、三水警察署、甲山警察署、恵山警察署、好仁警察署
咸鏡北道
清津警察署、羅南警察署、漁大津警察署、明川警察署、吉州警察署、城津警察署、富寧警察署、延社警察署、茂山警察署、会寧警察署、鎮城警察署、穏城警察署、訓戎鎮警察署、慶源警察署、新阿山警察署、慶興警察署、雄基警察署、西水羅警察署

## 主な事件
- 105人事件
- 三・一独立運動
- 朝鮮南部連続少女誘拐事件